# Liste der Kulturdenkmale in Flensburg-Westliche Höhe
In der Liste der Kulturdenkmale in Flensburg-Westliche Höhe sind alle Kulturdenkmale des Stadtteils Westliche Höhe der schleswig-holsteinischen Stadt Flensburg aufgelistet. Flensburg aufgelistet. Der Erstellung diente insbesondere die im Hauptartikel gelistete Literatur (Stand: 14. April 2025).
Die Bodendenkmale sind in der Liste der Bodendenkmale in Flensburg erfasst.

## Legende
In den Spalten befinden sich folgende Informationen:
- Objekt-ID: die Nummer des Kulturdenkmales
- Lage: die Adresse des Kulturdenkmales und die geographischen Koordinaten. Kartenansicht, um Koordinaten zu setzen. In der Kartenansicht sind Kulturdenkmale ohne Koordinaten mit einem roten Marker dargestellt und können in der Karte gesetzt werden. Kulturdenkmale ohne Bild sind mit einem blauen Marker gekennzeichnet, Kulturdenkmale mit Bild mit einem grünen Marker.
- Offizielle Bezeichnung: Bezeichnung des Kulturdenkmales
- Beschreibung: die Beschreibung des Kulturdenkmales
- Bild: ein Bild des Kulturdenkmales

## Sachgesamtheiten
| Objekt-ID      | Lage | Offizielle Bezeichnung                                    | Beschreibung | Bild |
| -------------- | --- | --------------------------------------------------------- | --- | --- |
| 51192          | Falkenberg 3, 7, 9, 11, 12, 14, 15, 16, 17, 19, 21, 26, 28, Immenhof 1, 3, 4, 5, 11, 12, 15, Strucksdamm 6 (54° 47′ 10″ N, 9° 24′ 31″ O) | Tietjekolonie                                             | Tietjekolonie; 1924-25, Planung Baugeschäft Jürgensen und Tietje, beteiligt Chr. W. S. Hummel, Richard Janssen, G. Hansen, Thomsen und Lauritzen; homogen angelegte Siedlung mit großzügigen Villen und Wohnhäusern überwiegend im Heimatschutzstil auf Gartengrundstücken; zugehörige Einfriedungen - Begründung: geschichtlich, künstlerisch, städtebaulich - Schutzumfang: Wohnhäuser (Falkenberg 3, 11, 14, 16, 17, 26, 28, Immenhof 1, 4, 5), Wohnhaus Hummel mit Gartenhaus, Einfriedung (Falkenberg 7), Wohnhaus mit Einfriedung (Falkenberg 9), Villa mit Einfriedung (Falkenberg 12), Wohnhaus Petersen mit Einfriedung (Falkenberg 15), Villa Kohrs mit Einfriedung (Falkenberg 19), Villa (Falkenberg 21), Wohnhaus mit Garage (Immenhof 3), Wohnhaus mit Garage (Immenhof 11), Zweifamilienhaus mit Einfriedung (Immenhof 12), Zweifamilienhaus mit Einfriedung (Immenhof 15), Wohnhaus mit Einfriedung (Strucksdamm 6) | BW |
| 20032          | Matthias-Claudius-Straße 1, 2, 3-5, 4, 6, 7-9, 8, 10, 11-13, 12, 14, 15-17, 16, 18, 19, 20, 21, 23, 25, 27, Dietrich-Nacke-Straße 30-32, 34-36, 38-40, 42-44, 46, Emanuel-Geibel-Straße 1, 3, 5-7, 9-11, 13-15, 17-19, 21, 23, Gorch-Fock-Weg 1, 2, 3-5, 4-6, 7, 8, Heinrich-Voß-Straße 17-19, 21-23, 25-27, 26, 28-30, 29-31, 32, 33, 34, 36, Liliencronweg 1, Matthias-Claudius-Straße, Timm-Kröger-Weg 2, 4, 6, 8, 10 (54° 47′ 18″ N, 9° 24′ 44″ O) | Landhaussiedlung an der Marienhölzung („Monokelsiedlung“) | Landhaussiedlung an der Marienhölzung; 1936-37, Planung Ernst Reinarz, Bauleitung Friedrich Tietje; einheitliche im Auftrag der AHAG angelegte Siedlung um das Straßenkarree Matthias-ClaudiusStraße/Heinrich-Voß-Straße/Emanuel-Geibel-Straße und Dietrich-Nacke-Straße sowie am angrenzenden Timm-Kröger-Weg, serielle Typenentwürfe, freistehende eingeschossige Backsteinbauten in sachlichen Formen mit Satteldächern, teils zu Doppelhäusern zusammengefasst; Straßenraum der Matthias-Geibel-Straße alleeartig mit Baumbestand und historischer Gehwegpflasterung - Begründung: geschichtlich, künstlerisch, städtebaulich - Schutzumfang: Doppelwohnhäuser (Dietrich-Nacke-Straße 30-32, 34-36, 38-40, 42-44, Emanuel-Geibel-Straße 5-7, 9-11, 13-15, 17-19, Gorch-Fock-Weg 3-5, 4-6, Heinrich-Voß-Straße 17-19, 21-23, 25-27, 28-30, 29-31, Matthias-Claudius-Straße 3-5, 7-9, 11-13, 15-17), Wohnhäuser (Dietrich-Nacke-Straße 46, Emanuel-Geibel-Straße 1, 3, 21, 23, Gorch-Fock-Weg 1, 2, 7, 8, Heinrich-Voß-Straße 26, 32, 33, 34, 36, Liliencronweg 1, Matthias-Claudius-Straße 1, 2, 4, 6, 8, 10, 12, 14, 16, 18, 19, 20, 21, 23, 25, 27, Timm-Kröger-Weg 2, 4, 6, 8, 10), Straßenraum (Matthias-Claudius-Straße) | [[Vorlage:Bilderwunsch/code!/O:Landhaussiedlung an der Marienhölzung („Monokelsiedlung“)!/C:54.788353,9.412334!/D:Matthias-Claudius-Straße 1, 2, 3-5, 4, 6, 7-9, 8, 10, 11-13, 12, 14, 15-17, 16, 18, 19, 20, 21, 23, 25, 27, Dietrich-Nacke-Straße 30-32, 34-36, 38-40, 42-44, 46, Emanuel-Geibel-Straße 1, 3, 5-7, 9-11, 13-15, 17-19, 21, 23, Gorch-Fock-Weg 1, 2, 3-5, 4-6, 7, 8, Heinrich-Voß-Straße 17-19, 21-23, 25-27, 26, 28-30, 29-31, 32, 33, 34, 36, Liliencronweg 1, Matthias-Claudius-Straße, Timm-Kröger-Weg 2, 4, 6, 8, 10, Landhaussiedlung an der Marienhölzung („Monokelsiedlung“)!/\|BW]] |
| 20028          | Marienhof 2-2a, 3-3a, 4-6, 5-7, 9 -19 20-23, Marienhof (54° 47′ 16″ N, 9° 24′ 55″ O) | Siedlung Marienhof                                        | Siedlung Marienhof; 1926–29, Architekt Karl Doormann, Gemeinnützige Aktiengesellschaft für Angestellten-Heimstätten (GAGFAH) Berlin; symmetrisch um einen begrünten Hof angelegte Wohnhausgruppe, zweigeschossige Backsteinbauten im sachlichen Heimatschutzstil - Begründung: geschichtlich, städtebaulich - Schutzumfang: Mehrfamilienwohnhäuser (Marienhof 2-2a, 3-3a); Doppelhäuser (Marienhof 4-6, 5-7); Reihenhauszeilen (Marienhof 8-18, 9-19, 20- 23); Rasenrondell, vier Linden | BW |
| 50269 Wikidata | Marienhölzungsweg 160, 161 (54° 47′ 10″ N, 9° 23′ 39″ O) | Forsthof Marienhölzungsweg                                | Forsthof Marienhölzungsweg; um 1850, 1938/39, Theodor Rieve; Anlage aus zwei sich gegenüberstehenden schlichten Forsthäusern, das Alte Forsthaus mit Reetdach, das Neue Forsthaus mit übergiebeltem Mittelzwerchhaus - Begründung: geschichtlich, Kulturlandschaft prägend - Schutzumfang: Altes Forsthaus (Marienhölzungsweg 160), Neues Forsthaus (Marienhölzungsweg 161) | weitere Fotos \| Fotos hochladen |
| 35382          | Nordergraben 19 (54° 47′ 15″ N, 9° 25′ 50″ O) | Villa „Burg Schöneck“                                     | Villa „Burg Schöneck“; 1884/85, Architekt Alexander Wilhelm Prale; zweigeschossiger Gelbsteinbau mit vielteiliger historistischer Fassade, eingebettet in weitläufigen Hanggarten, an der Ostseite Böschungsmauer mit Zyklopenmauerwerk und Gitterzaun - Begründung: geschichtlich, künstlerisch, städtebaulich - Schutzumfang: Villa „Burg Schöneck“, Villengarten, Einfriedung auf Böschungsmauer | BW |
| 35383          | Nordergraben 23 (54° 47′ 17″ N, 9° 25′ 49″ O) | Logenhaus Flensburg                                       | Logenhaus Flensburg; 1901–02, Arch. Magnus Schlichting; Freimaurerloge „Wilhelm zur nordischen Treue“, repräsentativer zweigeschossiger Putzbau in neuklassizistischem Stil mit tempelartig gestaltetem Saalbau, eingebettet in Hanggarten, zum Nordergraben Böschungsmauer mit Zyklopenmauerwerk sowie breite Freitreppe - Begründung: geschichtlich, künstlerisch, städtebaulich - Schutzumfang: Logenhaus, Freitreppenanlage, Garten des Logenhauses, Böschungsmauer | BW |

## Mehrheit von baulichen Anlagen
| Objekt-ID | Lage | Offizielle Bezeichnung                       | Beschreibung | Bild |
| --------- | --- | -------------------------------------------- | --- | --- |
| 49395     | Dorotheenstraße 5, 7, 9, 10, 11, 12, 13, 14, 15, 16, 17, 18, 19, 20, Gertrudenstraße 20 (54° 47′ 28″ N, 9° 25′ 21″ O)                                                             | Mietwohnungshäuser östliche Dorotheenstraße  | Mietshausgruppe östliche Dorotheenstraße; E. 19. Jh.; beidseitige Bebauung des östlichen Abschnitts der Dorotheenstraße, 15 zumeist dreigeschossige Putzbauten mit schlichter spätklassizistischer Fassadengestaltung in geschlossener und halboffener Bauweise - Begründung: geschichtlich, städtebaulich - Schutzumfang: Mietwohnungshäuser (Dorotheenstraße 5, 9, 10, 11, 12, 13, 14, 15, 16, 17, 18, 19, Gertrudenstraße 20), Wohn- und Geschäftshäuser (Dorotheenstraße 7, 20) | BW |
| 49570     | Duburger Straße 74, 76, 78, 80, 82-84 (54° 47′ 26″ N, 9° 25′ 25″ O) | Mietwohnungshäuser Duburger Straße 74-84     | Mietwohnungshäuser Duburger Straße 74-84; 1893-94, P. G. Münster, M. Pöhler; drei- und viergeschossige Bauten mit Berliner Dächern und Pultdächern, verputzten und steinsichtigen Fassaden, historisierender Dekor - Begründung: geschichtlich, künstlerisch, städtebaulich - Schutzumfang: Mietwohnungshäuser Duburger Straße 74, 76, 78, 80, Duburger Straße 82-84 mit Vorgarten und Einfriedung | BW |
| 49579     | Flurstraße 2, 4, 5, 6, 7, 8, 9, 11, 13, 14, 15, 16, 17, 18, 19, 20, 21, 22, 23, 24, 25, 26, 27, 28, Marienhölzungsweg 34, 36, 38, Waldstraße 23, 25 (54° 47′ 32″ N, 9° 25′ 7″ O)  | Mietwohnungshäuser Flurstraße                | Mietshausbebauung Flurstraße; A. 20. Jh., Architekt Karl Bernt, Maurermeister Jensen u.a.; beidseitige geschlossene Bebauung der Flurstraße mit Ausläufern in die Waldstraße und den Marienhölzungsweg, viergeschossige Putzbauten mit abwechslungsreicher Fassadengestaltung in Formen des Jugend und Reformstils - Begründung: geschichtlich, städtebaulich - Schutzumfang: Mietwohnungshäuser (Flurstraße 2, 4, 5, 6, 7, 8, 9, 11, 13, 14, 15, 16, 17, 18, 20, 21, 22, 23, 24, 25, 26, 27, 28; Marienhölzungsweg 34, 36, 38; Waldstraße 23, 25); Wohn- und Geschäftshaus (Flurstraße 19) | [[Vorlage:Bilderwunsch/code!/O:Mietwohnungshäuser Flurstraße!/C:54.792304,9.418632!/D:Flurstraße 2, 4, 5, 6, 7, 8, 9, 11, 13, 14, 15, 16, 17, 18, 19, 20, 21, 22, 23, 24, 25, 26, 27, 28, Marienhölzungsweg 34, 36, 38, Waldstraße 23, 25, Mietwohnungshäuser Flurstraße!/\|BW]] |
| 36255     | Hermann-Löns-Weg 2, 4, 6, 8, 10, 12, 14, 16, 18, 19, 20, 21, 22, 23, 24, 25, 26, 27, 28, 29, 30, 31, 32, 33, 34, 35, 36, 37, 38, 39, 41, 43, 45, 47 (54° 47′ 25″ N, 9° 24′ 54″ O) | Wohnsiedlung Hermann-Löns-Weg                | Wohnsiedlung Hermann-Löns-Weg; Mitte 1930er Jahre u. 1950er Jahre, Architekten Friedrich Tietje, Fritz Höger, Guido Widmann, Erhardt Carstens, Georg Rieve und Karl Bernt; beidseitige Bebauung aus Einfamilienhäusern in offener Bauweise, kleinformatige Giebel und Traufenhäuser aus rotem Backstein mit schlichter sachlicher Gestaltung, teilw. spätexpressionistische Details, straßenseitig niedrige Einfriedungen aus Bruchsteinmauerwerk - Begründung: geschichtlich, städtebaulich - Schutzumfang: Einfamilienhäuser mit Einfriedung (Hermann-Löns-Weg 2, 4, 6, 8, 10, 12, 14, 18, 20, 22, 24, 25, 26, 27, 28, 30, 32, 34, 35, 36, 38, 39, 41, 43, 45); Einfamilienhäuser (Hermann-Löns-Weg 19, 21, 23, 29, 31, 47); Zweifamilienhäuser mit Einfriedung (Hermann-Löns-Weg 33, 37); Wohnhaus mit Gartenpavillon, Einfriedung (Hermann-Löns-Weg 16) | [[Vorlage:Bilderwunsch/code!/O:Wohnsiedlung Hermann-Löns-Weg!/C:54.790332,9.415123!/D:Hermann-Löns-Weg 2, 4, 6, 8, 10, 12, 14, 16, 18, 19, 20, 21, 22, 23, 24, 25, 26, 27, 28, 29, 30, 31, 32, 33, 34, 35, 36, 37, 38, 39, 41, 43, 45, 47, Wohnsiedlung Hermann-Löns-Weg!/\|BW]] |
| 49679     | Marienhölzungsweg 1, 3, 5, 7, 9, 11 (54° 47′ 22″ N, 9° 25′ 30″ O) | Wohnhäuser Marienhölzungsweg 1-11            | Wohnhäuser Marienhölzungsweg 1-11; 1907, 1910er Jahre u. 1927, Zimmermeister Christian Qualen, Architekten Friedrich Fabian, Hermann Zemter, Guido Widmann; Reihe aus sechs großzügigen Wohnhäusern in offener Bauweise, Nr. 1, 3, 9 und 11 Backsteinbauten mit Elementen des Heimatschutzstils der 1910er Jahre, Putzbauten Nr. 5 im Landhausstil von 1907 sowie Nr. 7 von 1927 im sachlichen Duktus - Begründung: geschichtlich, künstlerisch, städtebaulich - Schutzumfang: Wohnhäuser Marienhölzungsweg 1, 3, 5, 7, 9, 11 | BW |
| 49704     | Wohnhäuser Marienhölzungsweg 27, 29, 31, 33 (54° 47′ 22″ N, 9° 25′ 12″ O) | Wohnhäuser Marienhölzungsweg 27-33           | Wohnhausgruppe Marienhölzungsweg 27-33; um 1900; Gruppe aus vier großzügigen zweigeschossigen Putz- und Backsteinbauten in offener Bauweise, vielfältige historisierende Gestaltungselemente zumeist im Wechsel von Backstein- und Putzflächen, Nr. 27 als Eckgebäude zur Nerongsallee mit betonter stumpfer Ecke besonders hervorgehoben - Begründung: geschichtlich, städtebaulich - Schutzumfang: Wohnhäuser Marienhölzungsweg 27, 29, 31, 33 | BW |
| 49713     | Marienhölzungsweg 50, 52, 58 (54° 47′ 31″ N, 9° 24′ 53″ O) | Wohnhäuser Marienhölzungsweg 50-58           | Wohnhausgruppe Marienhölzungsweg 50-58; 1914, 1922, v.a. Max Schlichting; Reihe von drei Einfamilienhäusern in offener Bauweise, zweigeschossige Putzbauten mit Walmdächern, zeittypisch reduzierte Fassadengestaltung - Begründung: geschichtlich, städtebaulich - Schutzumfang: Wohnhäuser Marienhölzungsweg 50, 52, 58 | BW |
| 45665     | Marienhölzungsweg 71, 73, 75, 77, 79, 81, 83 (54° 47′ 28″ N, 9° 24′ 46″ O) | Villen Marienhölzungsweg 71-83               | Villenbebauung Marienhölzungsweg 71-83; 1925-1934, Architekt G. Rieve, Ehrhardt u. Carstens; Reihung von zweigeschossigen Villen in Gartengrundstücken, Backstein und Putzbauten mit Walmdächern, expressionistische und sachliche Details - Begründung: geschichtlich, künstlerisch, städtebaulich, Kulturlandschaft prägend - Schutzumfang: Villa mit Einfriedung (Marienhölzungsweg 71), Villa (Marienhölzungsweg 73), Villa und Gartenpavillon (Marienhölzungsweg 75), Landhaus und Landhausgarten (Marienhölzungsweg 77), Villa Gross (Marienhölzungsweg 79), Villa (Marienhölzungsweg 81), Wohnhaus (Marienhölzungsweg 83) | BW |
| 46208     | Moltkestraße 1, 1a-d, 3, 4, 5, 6-8, 7, 9, 10, 11, 12, 13, 14, 15, 16, 18, 20 (54° 47′ 13″ N, 9° 25′ 26″ O)                                                                        | Wohnhäuser Moltkestraße 1-20                 | Wohnhausbebauung Moltkestraße 1-20; E. 19./A. 20. Jh., H. Davids, H. Höft, A. Fabian u.a.; beidseitige Bebauung der östlichen Moltkestraße mit Ein- und Mehrfamilienhäusern in offener Bauweise, ein- und zweigeschossige Putz- und Backsteinbauten mit z.T. sehr repräsentativer Gestaltung in historisierenden Formen - Begründung: geschichtlich, künstlerisch, städtebaulich - Schutzumfang: Wohnhäuser (Moltkestraße 1, 3, 4, 5 (mit Einfriedung), 7, 9, 10, 11, 12, 15, 16, 20); Wohnhauszeile (Moltkestraße 1a-d); Mehrfamilienhaus (Moltkestraße 6-8); Mietwohnungshaus (Moltkestraße 13, 14); ehem. Militärgericht (Moltkestraße 18) | BW |
| 26748     | Moltkestraße 25, 26, 27, 28 (54° 47′ 13″ N, 9° 25′ 17″ O) | Mehrfamilienhäuser Moltkestraße 25-28        | Wohnhausgruppe Moltkestraße 25-28; 1909-10, Baugeschäft Schwark u. Körner; Gruppe aus vier großzügigen Mehrfamilienhäusern in betonter Eckausbildung auf eine projektierte, nicht verwirklichte Ringstraßenkreuzung bezogen, Putz- und Backsteinbauten im zeittypischen Landhausstil mit variierenden Gestaltungselementen - Begründung: geschichtlich, künstlerisch, städtebaulich - Schutzumfang: Mehrfamilienhäuser Moltkestraße 25, 26, 27, 28 | BW |
| 49750     | Moltkestraße 39, 41-43, 45 (54° 47′ 11″ N, 9° 25′ 9″ O) | Wohnhäuser Moltkestraße 39-45                | Wohnhausgruppe Moltkestraße 39-45; 1910-12, Baugeschäft Schwark u. Körner; Gruppe aus drei Einfamilien- und Doppelhäusern in offener Bauweise als westlicher Abschluss der Moltkestraße, ein und zweigeschossige Putzbauten mit repräsentativer Gestaltung im villenartigen Landhausstil - Begründung: geschichtlich, künstlerisch, städtebaulich - Schutzumfang: Wohnhäuser (Moltkestraße 39, 45); Doppelwohnhaus mit Einfriedung (Moltkestraße 41-43) | BW |
| 49455     | Nerongsallee 4, 6, 8, 10 (54° 47′ 22″ N, 9° 25′ 12″ O) | Wohnhäuser Nerongsallee 4-10                 | Wohnhausgruppe Nerongsallee 4-10; um 1900; Reihe aus vier villenartigen Putzbauten in geschlossener und halboffener Bebauung, einheitliche historisierende Gestaltung mit spätklassizistischen Elementen - Begründung: geschichtlich, künstlerisch, städtebaulich - Schutzumfang: Villa (Nerongsallee 4), Wohnhäuser (Nerongsallee 6, 8, 10) | BW |
| 45765     | Nordergraben 10, 12, 14 (54° 47′ 12″ N, 9° 25′ 57″ O) | Wohn- und Geschäftshäuser Nordergraben 10-14 | Wohn- und Geschäftshausgruppe Nordergraben 10-14; 1877-1900; geschlossene heterogene Gruppe aus drei dreigeschossigen Wohn und Geschäftshäusern mit historisierenden Putz- und Backsteinfassaden - Begründung: geschichtlich, künstlerisch, städtebaulich - Schutzumfang: Wohn- und Geschäftshäuser Nordergraben 10, 12, 14 | BW |
| 49979     | Wrangelstraße 1, 2, 3, 4, 5, 6, 7, 8, 9, 10, 11, 12, 13, 14, 14a, 15, 16, 17, 19, 21a, 22, 23, 24, 25, 26, 27, 29, 31, Wrangelstraße (54° 47′ 17″ N, 9° 25′ 31″ O)                | Wohnhäuser und Villen Wrangelstraße          | Wohnhäuser und Villen Wrangelstraße; 1884 - 1912, Architekten A. W. Prale, G. Willrath, Ehrhardt u. Carstens u.a.; beidseitige Straßenbebauung in offener Bauweise, individuelle qualitätvolle Fassadengestaltung in aufwändigen historisierenden und Jugendstilformen, belebt v.a. durch Erker und Risalite; Straßenraum mit Gehweg- und Straßenpflasterung und Straßenbäumen - Begründung: geschichtlich, künstlerisch, städtebaulich - Schutzumfang: Wohnhäuser (Wrangelstraße 1, 2, 3, 4, 8, 9, 10, 12, 14, 14a, 16, 17, 22, 23, 24, 25, 26 (mit Einfriedung), 29, 31), Villen (Wrangelstraße 5, 9 (mit Einfriedung), 13 (mit Einfriedung), 15), Wohnhaus "Devonhurst" (Wrangelstraße 6), ehem. Reedervilla mit VorgartenEinfriedung (Wrangelstraße 7), Villa mit Gartenzaun (Wrangelstraße 11), ehem. Reedervilla (Wrangelstraße 19), Villa mit Eisenzaun mit Pforte (Wrangelstraße 21a), Mehrfamilienhaus (Wrangelstraße 27), Straßenraum (Wrangelstraße) | [[Vorlage:Bilderwunsch/code!/O:Wohnhäuser und Villen Wrangelstraße!/C:54.788003,9.425253!/D:Wrangelstraße 1, 2, 3, 4, 5, 6, 7, 8, 9, 10, 11, 12, 13, 14, 14a, 15, 16, 17, 19, 21a, 22, 23, 24, 25, 26, 27, 29, 31, Wrangelstraße, Wohnhäuser und Villen Wrangelstraße!/\|BW]]    |

## Bauliche Anlagen und Gründenkmale
| Objekt-ID      | Lage                                                    | Offizielle Bezeichnung                                       | Beschreibung | Bild                             |
| -------------- | ------------------------------------------------------- | ------------------------------------------------------------ | --- | -------------------------------- |
| 6394 Wikidata  | Christiansenpark (54° 47′ 6″ N, 9° 25′ 38″ O)           | Christiansenpark                                             | Alteintragung (Aktualisierung vorgesehen) - Begründung: geschichtlich, künstlerisch, städtebaulich - Schutzumfang: Christiansenpark, schmiedeeisernes Gitter mit Tor, Zyklopenmauerwerk an der Mühlenstraße, zwei Steinknicks, Feldsteinmauer an der Stuhrsallee, drei gestaffelte Teiche, kleiner Wasserfall - Denkmaltyp: Gründenkmal | weitere Fotos \| Fotos hochladen |
| 183            | Christiansenpark (54° 47′ 9″ N, 9° 25′ 36″ O)           | Christiansenpark: Grotte mit Mumiensarkophag                 | Alteintragung (Aktualisierung vorgesehen) - Begründung: geschichtlich, wissenschaftlich, künstlerisch - Schutzumfang: Alteintragung (Aktualisierung vorgesehen) - Denkmaltyp: Bauliche Anlage | Fotos hochladen                  |
| 5278           | Christiansenpark (54° 47′ 6″ N, 9° 25′ 33″ O)           | Christiansenpark: Pavillon                                   | Alteintragung (Aktualisierung vorgesehen) - Begründung: geschichtlich, künstlerisch - Schutzumfang: Alteintragung (Aktualisierung vorgesehen) - Denkmaltyp: Bauliche Anlage | Fotos hochladen                  |
| 12673          | Christiansenpark (54° 47′ 8″ N, 9° 25′ 37″ O)           | Christiansenpark: Erinnerungsstein Gartenbauausstellung 1874 | Alteintragung (Aktualisierung vorgesehen) - Begründung: geschichtlich - Schutzumfang: Alteintragung (Aktualisierung vorgesehen) - Denkmaltyp: Bauliche Anlage | Fotos hochladen                  |
| 1309 Wikidata  | Duburger Straße 58–64 (54° 47′ 31″ N, 9° 25′ 26″ O)     | Finanzamt Flensburg (Altbau)                                 | Finanzamt Flensburg; 1923-24, 1981, Regierungsbaurat Wilhelm Penners, Söhnke Blaue, Christian Polacsek; Altbau im Heimatschutzstil, dreigeschossiger Backsteinbau in neubarocken Formen, Walmdächer, mehrflügelige Anlage mit Vorhof; rückwärtiger Erweiterungsbau auf kreuzförmigem Grundriss, zweigeschossige Backsteinflügel mit Pultdächern, kräftige Lisenen und sichtbare Holzkonstruktionen; umgebende Grün- und Freiflächen, Einfriedung und gepflasterte Vorfahrt - Begründung: geschichtlich, künstlerisch, städtebaulich - Schutzumfang: Finanzamt Flensburg, Grün- und Freiflächen - Denkmaltyp: Bauliche Anlage       | weitere Fotos \| Fotos hochladen |
| 9877 Wikidata  | Duburger Straße 81 (54° 47′ 25″ N, 9° 25′ 26″ O)        | Feierabendheim Pniel                                         | Alteintragung (Aktualisierung vorgesehen) - Begründung: geschichtlich, künstlerisch, städtebaulich - Schutzumfang: gesamtes Objekt - Denkmaltyp: Bauliche Anlage | weitere Fotos \| Fotos hochladen |
| 9068           | Falkenberg 7 (54° 47′ 5″ N, 9° 24′ 32″ O)               | Wohnhaus Hummel                                              | Wohnhaus Hummel; 1925, Architekt Chr. W. S. Hummel; eingeschossiger Backsteinbau, giebelständig mit Mansarddach, Giebelfront mit gerahmtem Mitteleingang, Garage von 1937-38; Gartenhaus und Einfriedung aus der Bauzeit - Begründung: geschichtlich, künstlerisch, städtebaulich - Schutzumfang: Wohnhaus Hummel, Gartenhaus, Einfriedung - Denkmaltyp: Bauliche Anlage, Sachgesamtheit: Tietjekolonie | BW                               |
| 9067           | Falkenberg 12 (54° 47′ 9″ N, 9° 24′ 31″ O)              | Villa                                                        | Villa; 1925, Heinrich und August Tietje; eingeschossiger Backsteinbau auf L-förmigem Grundriss mit steilen Satteldächern, straßenseitige Fenstergruppen und Ortgänge mit weißer Rahmung abgesetzt; Einfriedung - Begründung: geschichtlich, künstlerisch, städtebaulich - Schutzumfang: Villa, Einfriedung - Denkmaltyp: Bauliche Anlage, Sachgesamtheit: Tietjekolonie | Fotos hochladen                  |
| 9126           | Falkenberg 15 (54° 47′ 8″ N, 9° 24′ 30″ O)              | Wohnhaus Petersen                                            | Wohnhaus Petersen; 1924-25, Jürgensen und Tietje; zweigeschossiger, kubischer Backsteinbau mit Walmdach, kräftiges helles Traufprofil, straßenseitig eingeschossiger Polygonalerker; Einfriedung niedrige Backsteinmauer - Begründung: geschichtlich, künstlerisch, städtebaulich - Schutzumfang: Wohnhaus Petersen, Einfriedung - Denkmaltyp: Bauliche Anlage, Sachgesamtheit: Tietjekolonie | BW                               |
| 9066           | Falkenberg 19 (54° 47′ 8″ N, 9° 24′ 28″ O)              | Villa Kohrs                                                  | Villa Kohrs; 1924, Architekt Richard Janssen; zweigeschossiger Backsteinbau mit Walmdach, vertikale Rustizierungen, Mitteleingang mit kräftiger Muschelkalkrahmung abgesetzt; Einfriedung Natursteinmauer - Begründung: geschichtlich, künstlerisch, städtebaulich - Schutzumfang: Villa Kohrs, Einfriedung - Denkmaltyp: Bauliche Anlage, Sachgesamtheit: Tietjekolonie | BW                               |
| 6278           | Gertrudenstraße (54° 47′ 24″ N, 9° 25′ 16″ O)           | Mietwohnungshaus                                             | Alteintragung (Aktualisierung vorgesehen) - Begründung: geschichtlich, künstlerisch, städtebaulich - Schutzumfang: gesamtes Objekt - Denkmaltyp: Bauliche Anlage | Fotos hochladen                  |
| 8968           | Heinrich-Schuldt-Straße 7 (54° 47′ 12″ N, 9° 24′ 56″ O) | Villa                                                        | Alteintragung (Aktualisierung vorgesehen) - Begründung: geschichtlich, künstlerisch, städtebaulich - Schutzumfang: gesamtes Objekt - Denkmaltyp: Bauliche Anlage | BW                               |
| 9114           | Hermann-Löns-Weg 2 (54° 47′ 27″ N, 9° 25′ 1″ O)         | Einfamilienhaus                                              | Einfamilienhaus; 1935, Entwurf Friedrich Tietje; eingeschossiger giebelständiger Backsteinbau über Natursteinsockel, Satteldach, mittig kastenförmiger Standerker, seitlich Eingang mit doppelläufiger Freitreppe, bauzeitliche Ausstattung, Einfriedung - Begründung: geschichtlich, künstlerisch, städtebaulich - Schutzumfang: Einfamilienhaus, Einfriedung - Denkmaltyp: Bauliche Anlage, Mehrheit von baulichen Anlagen: Wohnsiedlung Hermann-Löns-Weg | Fotos hochladen                  |
| 9116           | Hermann-Löns-Weg 16 (54° 47′ 26″ N, 9° 24′ 55″ O)       | Wohnhaus                                                     | Wohnhaus; 1936, Architekt Fritz Höger; eingeschossiger traufständiger Backsteinbau, Satteldach mit breiter Gaube, Straßenfront mit angeschleppten Seitenrisaliten; Gartenpavillon; Einfriedung - Begründung: geschichtlich, künstlerisch, städtebaulich - Schutzumfang: Wohnhaus, Einfriedung - Denkmaltyp: Bauliche Anlage, Mehrheit von baulichen Anlagen: Wohnsiedlung Hermann-Löns-Weg | Fotos hochladen                  |
| 28015          | Hermann-Löns-Weg 16 (54° 47′ 26″ N, 9° 24′ 55″ O)       | Gartenpavillon                                               | Gartenpavillon; 19. Jh.; translozierter hölzerner Rundpavillon, spätklassizistische Formen mit Säulen toskanischer Ordnung, flaches kegelförmiges Dach, Innenkonstruktion mit Hängezapfen, Fliesenboden um 1900 - Begründung: geschichtlich, künstlerisch, städtebaulich - Schutzumfang: gesamtes Objekt - Denkmaltyp: Bauliche Anlage, Mehrheit von baulichen Anlagen: Wohnsiedlung Hermann-Löns-Weg | BW                               |
| 9117           | Hermann-Löns-Weg 18 (54° 47′ 26″ N, 9° 24′ 54″ O)       | Einfamilienhaus                                              | Einfamilienhaus; 1934, Architekt Karl Bernt; eingeschossiger traufständiger Backsteinbau mit Satteldach, plastische Gliederung durch umlaufende horizontale Backsteinbänder; Einfriedung - Begründung: geschichtlich, künstlerisch, städtebaulich - Schutzumfang: Einfamilienhaus, Einfriedung - Denkmaltyp: Bauliche Anlage, Mehrheit von baulichen Anlagen: Wohnsiedlung Hermann-Löns-Weg | Fotos hochladen                  |
| 9118           | Hermann-Löns-Weg 24 (54° 47′ 25″ N, 9° 24′ 51″ O)       | Einfamilienhaus                                              | Einfamilienhaus; 1934, Architekt Friedrich Tietje; eingeschossiger giebelständiger Backsteinbau mit Satteldach, straßenseitig polygonaler Standerker, Formen des sachlichen Heimatschutzstils; Einfriedung - Begründung: geschichtlich, künstlerisch, städtebaulich - Schutzumfang: gesamtes Äußeres, Einfriedung - Denkmaltyp: Bauliche Anlage, Mehrheit von baulichen Anlagen: Wohnsiedlung Hermann-Löns-Weg | Fotos hochladen                  |
| 9120           | Hermann-Löns-Weg 31 (54° 47′ 24″ N, 9° 24′ 50″ O)       | Einfamilienhaus                                              | Einfamilienhaus; 1936, Architekt Georg Rieve; eingeschossiger traufständiger Backsteinbau mit Satteldach, asymmetrische Gliederung und aufwändige Backsteinornamentik im Detail - Begründung: geschichtlich, künstlerisch, städtebaulich - Schutzumfang: gesamtes Objekt - Denkmaltyp: Bauliche Anlage, Mehrheit von baulichen Anlagen: Wohnsiedlung Hermann-Löns-Weg | Fotos hochladen                  |
| 9123           | Hermann-Löns-Weg 35 (54° 47′ 23″ N, 9° 24′ 49″ O)       | Wohnhaus                                                     | Einfamilienhaus; 1935 Architekt Guido Widmann; eingeschossiger giebelständiger Backsteinbau mit steilem Satteldach, sachliche Heimatschutzformen, Backsteinornamentik; Einfriedung - Begründung: geschichtlich, künstlerisch, städtebaulich - Schutzumfang: Wohnhaus, Einfriedung - Denkmaltyp: Bauliche Anlage, Mehrheit von baulichen Anlagen: Wohnsiedlung Hermann-Löns-Weg | Fotos hochladen                  |
| 9061           | Immenhof 12 (54° 47′ 14″ N, 9° 24′ 33″ O)               | Zweifamilienhaus                                             | Zweifamilienhaus; 1924-25, Bauunternehmer Chr. Jürgensen; eingeschossiger kubischer Klinkerbau mit überstehendem Walmdach, straßenseitig gerundeter Standerker mit Altan, Gaube mit geschweifter Blechdeckung. Einfriedung niedrige Backsteinpfeilermauer - Begründung: geschichtlich, künstlerisch, städtebaulich - Schutzumfang: Zweifamilienhaus, Einfriedung - Denkmaltyp: Bauliche Anlage, Sachgesamtheit: Tietjekolonie | BW                               |
| 20025          | Marienhof 1 (54° 47′ 13″ N, 9° 24′ 54″ O)               | Wohnhaus                                                     | Wohnhaus; 1927, Architekt Willy Troost; freistehendes Einfamilienhaus, Backsteinbau mit steilem Satteldach, charakteristische über Eck angeordnete Fenster, gartenseitiger Eingang mit kräftig profilierter Korbbogenrahmung, bauzeitliche Raumgliederung und Innenausstattung - Schutzumfang: Wohnhaus - Begründung: Geschichtlich, Künstlerisch, Städtebaulich | BW                               |
| 20020          | Marienhölzungsweg 32 (54° 47′ 29″ N, 9° 25′ 5″ O)       | Wohnhaus                                                     | Wohnhaus; 1906, Maurermeister Andreas Jensen; drei- bis viergeschossiger Putzbau in Ecklage, aufwändige, teils geschossübergreifende Backstein- und Putzgliederung mit Kasten und Eckerkern - Begründung: geschichtlich, künstlerisch, städtebaulich - Schutzumfang: gesamtes Objekt - Denkmaltyp: Bauliche Anlage | BW                               |
| 6479           | Marienhölzungsweg 37 (54° 47′ 24″ N, 9° 25′ 8″ O)       | Villa                                                        | Alteintragung (Aktualisierung vorgesehen) - Begründung: geschichtlich, künstlerisch, städtebaulich - Schutzumfang: gesamtes Objekt - Denkmaltyp: Bauliche Anlage | Fotos hochladen                  |
| 6480           | Marienhölzungsweg 44 (54° 47′ 31″ N, 9° 24′ 57″ O)      | Wohnhaus                                                     | Wohnhaus; 1914, Karl Bernt; zweigeschossiger giebelständiger Putzbau im Reformstil mit ausgebautem Mansardwalmdach, Straßenfassade mit mittigem flachrundem Standerker, linksseitig Loggienachse, in der Dachzone durchlaufende, wie ein Vollgeschoss wirkende Gaube - Schutzumfang: Wohnhaus - Begründung: Geschichtlich, Künstlerisch, Städtebaulich | BW                               |
| 6481           | Marienhölzungsweg 46 (54° 47′ 31″ N, 9° 24′ 56″ O)      | Villa                                                        | Alteintragung (Aktualisierung vorgesehen) - Begründung: geschichtlich, künstlerisch, städtebaulich - Schutzumfang: gesamtes Objekt - Denkmaltyp: Bauliche Anlage | Fotos hochladen                  |
| 6482           | Marienhölzungsweg 47 (54° 47′ 27″ N, 9° 25′ 5″ O)       | Mehrfamilienhaus                                             | Alteintragung (Aktualisierung vorgesehen) - Begründung: geschichtlich, künstlerisch, städtebaulich - Schutzumfang: gesamtes Objekt - Denkmaltyp: Bauliche Anlage | Fotos hochladen                  |
| 6486           | Marienhölzungsweg 59 (54° 47′ 29″ N, 9° 24′ 55″ O)      | Villa                                                        | Alteintragung (Aktualisierung vorgesehen) - Begründung: geschichtlich, künstlerisch, städtebaulich - Schutzumfang: gesamtes Objekt - Denkmaltyp: Bauliche Anlage | Fotos hochladen                  |
| 6487           | Marienhölzungsweg 61 (54° 47′ 29″ N, 9° 24′ 55″ O)      | Villa                                                        | Villa; 1922, Architekt Georg Rieve; eingeschossiger giebelständiger Putzbau mit steilem Satteldach, Baugliederung durch polygonale Standerker, im Giebel Zieranker und gezacktes Gesimsband; Garagenanbau von 1926 - Begründung: geschichtlich, künstlerisch, städtebaulich - Schutzumfang: Villa, - Denkmaltyp: Bauliche Anlage | BW                               |
| 24249          | Marienhölzungsweg 66 (54° 47′ 30″ N, 9° 24′ 44″ O)      | Ungdomskollegiet                                             | Ungdomskollegiet; 1970-72, Architekten Theo Bjerg, Palle Dyreborg u. Paul Heinrich; Wohnheim für Schüler der Duborg Skolen, zweigeschossiger Sichtbetonbau auf winkelförmigem Grundriss, Flachdach, farbige Fensterelemente, an Westseite terrassenförmig angeordnete Balkone; offene Grünfläche zur Straße - Begründung: geschichtlich, künstlerisch, städtebaulich - Schutzumfang: Ungdomskollegiet, Freifläche - Denkmaltyp: Bauliche Anlage | BW                               |
| 6488           | Marienhölzungsweg 71 (54° 47′ 29″ N, 9° 24′ 48″ O)      | Villa                                                        | Villa; 1928, Georg Rieve; breitgelagerter zweigeschossiger Backsteinbau mit Walmdach, Mitteleingang mit Rundbogen und Freitreppe, flankierende Standerker, bauzeitliche Einfriedung - Begründung: geschichtlich, künstlerisch, städtebaulich - Schutzumfang: Villa, Einfriedung - Denkmaltyp: Bauliche Anlage, Mehrheit von baulichen Anlagen: Villen Marienhölzungsweg 71-83 | Fotos hochladen                  |
| 6490           | Marienhölzungsweg 75 (54° 47′ 28″ N, 9° 24′ 46″ O)      | Villa                                                        | Villa; 1925, Ehrhardt u. Carstens; zweigeschossiger Putzbau mit Walmdach, Standerker mit Mitteleingang, dekorativ profilierte Haustür und Freitreppe - Begründung: geschichtlich, künstlerisch, städtebaulich - Schutzumfang: gesamtes Objekt - Denkmaltyp: Bauliche Anlage, Mehrheit von baulichen Anlagen: Villen Marienhölzungsweg 71-83 | Fotos hochladen                  |
| 6491           | Marienhölzungsweg 77 (54° 47′ 27″ N, 9° 24′ 45″ O)      | Landhaus                                                     | Landhaus; 1926, Georg Rieve; zweigeschossiger Backsteinbau in expressionistischer Formgebung, Walmdach, Mitteleingang im profilierten Parabelbogen, bauzeitliche Innenausstattung - Begründung: geschichtlich, künstlerisch, städtebaulich - Schutzumfang: gesamtes Objekt - Denkmaltyp: Bauliche Anlage, Mehrheit von baulichen Anlagen: Villen Marienhölzungsweg 71-83 | Fotos hochladen                  |
| 6492           | Marienhölzungsweg 79 (54° 47′ 27″ N, 9° 24′ 44″ O)      | Villa                                                        | Villa Gross; 1925, Ehrhardt u. Carstens; zweigeschossiger Putzbau, auskragendes Walmdach, überhöhter Mittelrisalit mit Eingang und Freitreppe - Begründung: geschichtlich, künstlerisch, städtebaulich - Schutzumfang: gesamtes Objekt - Denkmaltyp: Bauliche Anlage, Mehrheit von baulichen Anlagen: Villen Marienhölzungsweg 71-83 | Fotos hochladen                  |
| 13895          | Marienhölzungsweg 81 (54° 47′ 27″ N, 9° 24′ 42″ O)      | Villa                                                        | Villa Timman; 1934, Ehrhardt u. Carstens; zweigeschossiger Putzbau, auskragendes Walmdach, Eingang seitlich verschoben, liegende Fensterformate, qualitätvolle Innenausstattung - Begründung: geschichtlich, künstlerisch - Schutzumfang: gesamtes Objekt - Denkmaltyp: Bauliche Anlage, Mehrheit von baulichen Anlagen: Villen Marienhölzungsweg 71-83 | Fotos hochladen                  |
| 166            | Marienhölzungsweg 150 (54° 47′ 26″ N, 9° 23′ 50″ O)     | Gasthaus Marienhölzung                                       | Alteintragung (Aktualisierung vorgesehen) - Begründung: geschichtlich, künstlerisch, Kulturlandschaft prägend - Schutzumfang: Alteintragung (Aktualisierung vorgesehen) - Denkmaltyp: Bauliche Anlage | Fotos hochladen                  |
| 20012          | Marienhölzungsweg 160 (54° 47′ 10″ N, 9° 23′ 37″ O)     | Altes Forsthaus                                              | Altes Forsthaus; um 1850; kleines verputztes Gebäude mit reetgedecktem Halbwalmdach in schlichter Ausführung, Fenster mit hölzernen Läden - Begründung: geschichtlich, Kulturlandschaft prägend - Schutzumfang: gesamtes Objekt - Denkmaltyp: Bauliche Anlage, Sachgesamtheit: Forsthof Marienhölzungsweg | Fotos hochladen                  |
| 20013          | Marienhölzungsweg 161 (54° 47′ 11″ N, 9° 23′ 40″ O)     | Neues Forsthaus                                              | Neues Forsthaus; 1938-39, Architekt Theodor Rieve; eingeschossiger Gelbsteinbau mit reetgedecktem Halbwalmdach, rundbogiger Mitteleingang mit übergiebeltem Zwerchhaus - Begründung: geschichtlich, Kulturlandschaft prägend - Schutzumfang: gesamtes Objekt - Denkmaltyp: Bauliche Anlage, Sachgesamtheit: Forsthof Marienhölzungsweg | Fotos hochladen                  |
| 20035          | Moltkestraße 1 a-d (54° 47′ 14″ N, 9° 25′ 32″ O)        | Wohnhauszeile                                                | Wohnhauszeile; 1899-1900, Architekt u. Maurermeister Adolf Voigt; Zeile aus vier Reihenhäusern, zweigeschossige Putzbauten mit abgesetzten Dächern, Backstein-Ziergliederungen und Risalite mit Fachwerkgiebeln - Begründung: geschichtlich, künstlerisch, städtebaulich - Schutzumfang: gesamtes Objekt - Denkmaltyp: Bauliche Anlage, Mehrheit von baulichen Anlagen: Wohnhäuser Moltkestraße 1-20 | BW                               |
| 9875           | Moltkestraße 6 - 8 (54° 47′ 14″ N, 9° 25′ 28″ O)        | Mehrfamilienwohnhaus                                         | Mehrfamilienwohnhaus; 1902, Maurermeister und Bauunternehmer Heinrich Davids; als Doppelhaus konzipierte Zeile, zweigeschossige Putzbauten mit Schieferdach und backsteinverblendetem Obergeschoss, Stuckierungen in Jugendstilornamentik von L. Paris - Begründung: geschichtlich, künstlerisch, städtebaulich - Schutzumfang: gesamtes Objekt - Denkmaltyp: Bauliche Anlage, Mehrheit von baulichen Anlagen: Wohnhäuser Moltkestraße 1-20 | BW                               |
| 6510           | Moltkestraße 22 - 24 (54° 47′ 13″ N, 9° 25′ 18″ O)      | Mehrfamilienhaus                                             | Alteintragung (Aktualisierung vorgesehen) - Begründung: geschichtlich, künstlerisch, städtebaulich - Schutzumfang: Alteintragung (Aktualisierung vorgesehen) - Denkmaltyp: Bauliche Anlage | Fotos hochladen                  |
| 6511           | Moltkestraße 25 (54° 47′ 12″ N, 9° 25′ 18″ O)           | Mehrfamilienhaus                                             | Mehrfamilienhaus; 1909-10, Baugeschäft Schwark u. Körner; zweigeschossiger Putzbau über sockelartigem Untergeschoss mit pfannengedecktem Mansarddach, Ecke mit halbrundem Vorbau Schweifgiebelabschluss, an den Längsfronten mittige Standerker mit geschweiften Zwerchgiebeln Sockelgeschoss verputzt, darüber bis ins 1. OG Backsteinsichtmauerwerk - Begründung: geschichtlich, künstlerisch, städtebaulich - Schutzumfang: gesamtes Objekt - Denkmaltyp: Bauliche Anlage, Mehrheit von baulichen Anlagen: Mehrfamilienhäuser Moltkestraße 25-28                                                                                | Fotos hochladen                  |
| 6512           | Moltkestraße 26 (54° 47′ 13″ N, 9° 25′ 17″ O)           | Mehrfamilienhaus                                             | Mehrfamilienhaus; 1909-10, Baugeschäft Schwark u. Körner; über stumpfwinkeligem Grundriss zweigeschossiger Backsteinbau mit sockelartigem natursteinverblendetem Untergeschoss und pfannengedecktem Walmdach, Fronten im Landhausstil asymmetrisch gegliedert durch Risalit, Fenstererker mit Zwerchgiebelabschluss und Loggienachse, an der Giebelseite Eingangsbau mit Freitreppe und Altan - Begründung: geschichtlich, künstlerisch, städtebaulich - Schutzumfang: gesamtes Objekt - Denkmaltyp: Bauliche Anlage, Mehrheit von baulichen Anlagen: Mehrfamilienhäuser Moltkestraße 25-28                                        | Fotos hochladen                  |
| 6513           | Moltkestraße 27 (54° 47′ 12″ N, 9° 25′ 16″ O)           | Mehrfamilienhaus                                             | Mehrfamilienhaus; 1909-10, Baugeschäft Schwark u. Körner; zweigeschossiger Putzbau über sockelartigem natursteinverblendetem Untergeschoss mit Mansarddach, Straßenfront mit seitlichem, von Schweifgiebel abgeschlossenem Risalit, daneben Loggienachse, schlichte Gestaltung mit sparsamem Jugendstildekor am Risalitgiebel, an der westlichen Schmalseite Eingangsvorbau mit Freitreppe und Altan - Begründung: geschichtlich, künstlerisch, städtebaulich - Schutzumfang: gesamtes Objekt - Denkmaltyp: Bauliche Anlage, Mehrheit von baulichen Anlagen: Mehrfamilienhäuser Moltkestraße 25-28                                 | Fotos hochladen                  |
| 6514           | Moltkestraße 28 (54° 47′ 13″ N, 9° 25′ 14″ O)           | Mehrfamilienhaus                                             | Mehrfamilienhaus; 1909-10, Baugeschäft Schwark u. Körner; auf winkelförmigen Grundriss zweigeschossiger Putzbau über sockelartigem natursteinverblendetem Untergeschoss mit pfannengedecktem Walmdach, an der stumpfen, von Fachwerkgiebel abgeschlossener Ecke halbrunder Loggienbau mit Altan, Fronten im Landhausstil gegliedert durch mittlere Risalite mit Fachwerkgiebeln, portalartiger Eingang in der westlichen Seitenachse - Begründung: geschichtlich, künstlerisch, städtebaulich - Schutzumfang: gesamtes Objekt - Denkmaltyp: Bauliche Anlage, Mehrheit von baulichen Anlagen: Mehrfamilienhäuser Moltkestraße 25-28 | Fotos hochladen                  |
| 20048          | Moltkestraße 39 (54° 47′ 11″ N, 9° 25′ 9″ O)            | Wohnhaus                                                     | Wohnhaus; 1911, Baugeschäft Schwark u. Körner; eingeschossiger giebelständiger Putzbau auf hohem Sockel mit pfannengedecktem Mansarddach, Straßenfront mit breitem teilvertrettertem Giebel und übergiebeltem mittigem Eingangsvorbau, Treppenhausfenster mit Farbverglasung - Begründung: geschichtlich, künstlerisch, städtebaulich - Schutzumfang: gesamtes Objekt - Denkmaltyp: Bauliche Anlage, Mehrheit von baulichen Anlagen: Wohnhäuser Moltkestraße 39-45 | BW                               |
| 20049          | Moltkestraße 41 - 43 (54° 47′ 11″ N, 9° 25′ 8″ O)       | Doppelwohnhaus                                               | Doppelwohnhaus; 1910/11; Baugeschäft Schwark u. Körner; zweigeschossiger traufständiger Putzbau mit Pfannendächern, Straßenfassade als Doppelgiebelfront ausgebildet; mit Einfriedung - Begründung: geschichtlich, künstlerisch, städtebaulich - Schutzumfang: Doppelwohnhaus, Einfriedung - Denkmaltyp: Bauliche Anlage, Mehrheit von baulichen Anlagen: Wohnhäuser Moltkestraße 39-45 | BW                               |
| 20050          | Moltkestraße 45 (54° 47′ 11″ N, 9° 25′ 7″ O)            | Wohnhaus                                                     | Wohnhaus; 1912, Baugeschäft Schwark u. Körner; eingeschossiger giebelständiger Putzbau über sockelartigem Untergeschoss mit biberschwanzgedecktem Mansarddach, Straßenfront mit polygonalem, von Altan abgeschlossenem Standerker, links seitlich angelagert Eingangsvorbau - Begründung: geschichtlich, künstlerisch, städtebaulich - Schutzumfang: gesamtes Objekt - Denkmaltyp: Bauliche Anlage, Mehrheit von baulichen Anlagen: Wohnhäuser Moltkestraße 39-45 | BW                               |
| 1471           | Mühlenstraße 1 (54° 47′ 11″ N, 9° 25′ 38″ O)            | Christiansenpark: ehem. Müllerwohnhaus                       | Alteintragung (Aktualisierung vorgesehen) - Begründung: geschichtlich, städtebaulich - Schutzumfang: Alteintragung (Aktualisierung vorgesehen) - Denkmaltyp: Bauliche Anlage | Fotos hochladen                  |
| 6393           | Mühlenstraße 1 - 3 (54° 47′ 12″ N, 9° 25′ 37″ O)        | Christiansenpark: Gußeisenzaun mit Eingangstor               | Alteintragung (Aktualisierung vorgesehen) - Begründung: geschichtlich, künstlerisch, städtebaulich - Schutzumfang: Alteintragung (Aktualisierung vorgesehen) - Denkmaltyp: Bauliche Anlage | Fotos hochladen                  |
| 26808          | Mühlenstraße 1 - 3 (54° 47′ 11″ N, 9° 25′ 37″ O)        | Christiansenpark: Teil des Christiansenparks (Mühlengehöft)  | Alteintragung (Aktualisierung vorgesehen) - Begründung: geschichtlich, künstlerisch, städtebaulich - Schutzumfang: gesamtes Objekt - Denkmaltyp: Gründenkmal | BW                               |
| 20052          | Mühlenstraße 1 - 5 (54° 47′ 12″ N, 9° 25′ 39″ O)        | Christiansenpark: ehem. Mühlengehöft                         | Alteintragung (Aktualisierung vorgesehen) - Begründung: geschichtlich, städtebaulich - Schutzumfang: Alteintragung (Aktualisierung vorgesehen) - Denkmaltyp: Bauliche Anlage | BW                               |
| 1316           | Mühlenstraße 5 (54° 47′ 9″ N, 9° 25′ 35″ O)             | Christiansenpark: Stallgebäude                               | Alteintragung (Aktualisierung vorgesehen) - Begründung: geschichtlich, künstlerisch, städtebaulich - Schutzumfang: Alteintragung (Aktualisierung vorgesehen) - Denkmaltyp: Bauliche Anlage | Fotos hochladen                  |
| 12671          | Mühlenstraße 5 (54° 47′ 10″ N, 9° 25′ 34″ O)            | Christiansenpark: Kutscherhaus                               | Alteintragung (Aktualisierung vorgesehen) - Begründung: geschichtlich, künstlerisch - Schutzumfang: Alteintragung (Aktualisierung vorgesehen) - Denkmaltyp: Bauliche Anlage | Fotos hochladen                  |
| 12672          | Mühlenstraße 5 (54° 47′ 9″ N, 9° 25′ 34″ O)             | Christiansenpark: Schuppen                                   | Alteintragung (Aktualisierung vorgesehen) - Begründung: geschichtlich, städtebaulich - Schutzumfang: Alteintragung (Aktualisierung vorgesehen) - Denkmaltyp: Bauliche Anlage | Fotos hochladen                  |
| 19934          | Mühlenstraße 34 (54° 47′ 6″ N, 9° 25′ 26″ O)            | Wohn- und Geschäftshaus                                      | Alteintragung (Aktualisierung vorgesehen) - Begründung: geschichtlich, künstlerisch, städtebaulich - Schutzumfang: gesamtes Objekt - Denkmaltyp: Bauliche Anlage | Fotos hochladen                  |
| 7577           | Nerongsallee 9 (54° 47′ 20″ N, 9° 25′ 11″ O)            | Villa Holm                                                   | Alteintragung (Aktualisierung vorgesehen) - Begründung: geschichtlich, künstlerisch, städtebaulich - Schutzumfang: gesamtes Objekt - Denkmaltyp: Bauliche Anlage | Fotos hochladen                  |
| 20059          | Nerongsallee 14 (54° 47′ 21″ N, 9° 25′ 9″ O)            | Villa                                                        | Villa; 1902-03, Maurermeister Christian Hummel; zweigeschossiger Putzbau mit Attika, markanter Mittelrisalit mit flachem Dreiecksgiebel, aufwändige Putz- und Backsteingliederung, Pultdach - Begründung: geschichtlich, künstlerisch, städtebaulich - Schutzumfang: gesamtes Objekt - Denkmaltyp: Bauliche Anlage | BW                               |
| 94             | Nerongsallee 22 (54° 47′ 18″ N, 9° 25′ 8″ O)            | Marienhof                                                    | Alteintragung (Aktualisierung vorgesehen); ehemaliger Bauernhof der heute als Wohnhaus dient - Begründung: geschichtlich, städtebaulich - Schutzumfang: gesamtes Objekt - Denkmaltyp: Bauliche Anlage | Fotos hochladen                  |
| 321            | Nerongsallee 44 (54° 47′ 13″ N, 9° 25′ 5″ O)            | Anthon-Stift                                                 | Alteintragung (Aktualisierung vorgesehen) - Begründung: Alteintragung (Aktualisierung vorgesehen) - Schutzumfang: Alteintragung (Aktualisierung vorgesehen) - Denkmaltyp: Bauliche Anlage | Fotos hochladen                  |
| 7576 Wikidata  | Nerongsallee 46 - 46a (54° 47′ 11″ N, 9° 25′ 4″ O)      | Heinrich- und Minna-Schuldt-Stift                            | Alteintragung (Aktualisierung vorgesehen); Erbaut 1920–21. Sanierung/Umbau 2005 - Begründung: geschichtlich, künstlerisch, städtebaulich - Schutzumfang: gesamtes Objekt - Denkmaltyp: Bauliche Anlage | weitere Fotos \| Fotos hochladen |
| 20068          | Nordergraben 14 (54° 47′ 12″ N, 9° 25′ 57″ O)           | Wohnhaus                                                     | Wohnhaus; 1877/78; dreigeschossiger Bau mit Satteldach und zwei flachen überhöhten Seitenrisaliten, die historisierende Gelbsteinfassade mit Rotsteingliederung und Terrakottareliefs, im ersten OG aufwändige Terrakottarahmung des Mittelteils - Begründung: geschichtlich, künstlerisch, städtebaulich - Schutzumfang: gesamtes Objekt - Denkmaltyp: Bauliche Anlage, Mehrheit von baulichen Anlagen: Wohn- und Geschäftshäuser Nordergraben 10-14 | BW                               |
| 20069 Wikidata | Nordergraben 19 (54° 47′ 15″ N, 9° 25′ 50″ O)           | Villa „Burg Schöneck“                                        | Villa „Burg Schöneck“; 1884/85, Anbau 1905/06, Architekt Alexander Wilhelm Prale; zweigeschossiger Gelbsteinbau in historistischer Manier mit Schieferdach und Gliederung in Rotstein, vielteilige Fassade mit seitlichem Türmchen, verschiedenen Erkern, Giebeln und Vorbauten, 1905/06 Anbau an der Südseite, seit 1921 dänisches Konsulat - Begründung: geschichtlich, künstlerisch, städtebaulich - Schutzumfang: gesamtes Objekt - Denkmaltyp: Bauliche Anlage, Sachgesamtheit: Villa „Burg Schöneck“ | weitere Fotos \| Fotos hochladen |
| 10951          | Nordergraben 23 (54° 47′ 17″ N, 9° 25′ 50″ O)           | Logenhaus                                                    | Logenhaus; 1901-02, Arch. Magnus Schlichting; Freimaurerloge Wilhelm zur nordischen Treue, zweigeschossiger Putzbau in neuklassizistischem Stil, tempelartig gestalteter Saalbau mit Satteldach an der Nordseite und anschließendem Treppenhausanbau mit Nebenräumen, im Inneren prächtige Ausstattung erhalten - Begründung: geschichtlich, künstlerisch, städtebaulich - Schutzumfang: gesamtes Objekt - Denkmaltyp: Bauliche Anlage, Sachgesamtheit: Logenhaus Flensburg | Fotos hochladen                  |
| 28043          | Nordergraben 23 (54° 47′ 16″ N, 9° 25′ 50″ O)           | Freitreppenanlage                                            | Freitreppenanlage; 1901-02; vom Nordergraben auf das Portal des Logenhauses zuführende repräsentative, von schweren Steinpfosten begleitete einläufige Treppe mit Steinstufen - Begründung: geschichtlich, künstlerisch, städtebaulich - Schutzumfang: gesamtes Objekt - Denkmaltyp: Bauliche Anlage, Sachgesamtheit: Logenhaus Flensburg | BW                               |
| 20070          | Nordergraben 26 (54° 47′ 14″ N, 9° 25′ 56″ O)           | Mietwohnungshaus                                             | Mietwohnungshaus; 1902, Maurermeister H. Höft; viergeschossiger Putzbau mit schiefergedecktem Berliner Dach, Fassade durch Vor und Rücksprünge aufgelockert mit aufwändiger historisierender Gliederung und an die Innenseiten der Vorsprünge angelegte Balkone, die Obergeschosse teilweise gelb verklinkert, Erdgeschoss mit gebänderter Buckelquaderung - Begründung: geschichtlich, künstlerisch, städtebaulich - Schutzumfang: gesamtes Objekt - Denkmaltyp: Bauliche Anlage | BW                               |
| 9549           | Reepschlägerbahn 30 (54° 47′ 12″ N, 9° 25′ 47″ O)       | Villa                                                        | Alteintragung (Aktualisierung vorgesehen) - Begründung: Alteintragung (Aktualisierung vorgesehen) - Schutzumfang: Alteintragung (Aktualisierung vorgesehen) - Denkmaltyp: Bauliche Anlage | Fotos hochladen                  |
| 8817           | Reepschlägerbahn 38 (54° 47′ 15″ N, 9° 25′ 45″ O)       | Villa                                                        | Alteintragung (Aktualisierung vorgesehen) - Begründung: geschichtlich, künstlerisch, städtebaulich - Schutzumfang: gesamtes Objekt - Denkmaltyp: Bauliche Anlage | Fotos hochladen                  |
| 1823 Wikidata  | Selckstraße (54° 47′ 10″ N, 9° 25′ 45″ O)               | Alter Friedhof                                               | Alteintragung (Aktualisierung vorgesehen) - Begründung: geschichtlich, wissenschaftlich, künstlerisch, städtebaulich - Schutzumfang: gesamtes Objekt - Denkmaltyp: Gründenkmal | weitere Fotos \| Fotos hochladen |
| 1824 Wikidata  | Selckstraße (54° 47′ 14″ N, 9° 25′ 42″ O)               | Alter Friedhof: Friedhofskapelle                             | Alteintragung (Aktualisierung vorgesehen) - Begründung: geschichtlich, künstlerisch - Schutzumfang: Alteintragung (Aktualisierung vorgesehen) - Denkmaltyp: Bauliche Anlage | weitere Fotos \| Fotos hochladen |
| 29773          | Selckstraße (54° 47′ 14″ N, 9° 25′ 44″ O)               | Alter Friedhof: Grabstelle Christiansen (Grabmal/Gruft)      | Alteintragung (Aktualisierung vorgesehen) - Begründung: geschichtlich, künstlerisch - Schutzumfang: gesamtes Objekt - Denkmaltyp: Bauliche Anlage | Fotos hochladen                  |
| 1323 Wikidata  | Selckstraße 1 (54° 47′ 20″ N, 9° 25′ 42″ O)             | Altes Gymnasium                                              | Alteintragung (Aktualisierung vorgesehen) - Begründung: geschichtlich, künstlerisch, städtebaulich - Schutzumfang: gesamtes Objekt - Denkmaltyp: Bauliche Anlage | weitere Fotos \| Fotos hochladen |
| 20097          | Selckstraße 3 (54° 47′ 17″ N, 9° 25′ 42″ O)             | Villa Hansen                                                 | Alteintragung (Aktualisierung vorgesehen) - Begründung: geschichtlich, künstlerisch, städtebaulich - Schutzumfang: gesamtes Objekt - Denkmaltyp: Bauliche Anlage | BW                               |
| 20098          | Selckstraße 5 (54° 47′ 16″ N, 9° 25′ 42″ O)             | Selckstift                                                   | Selckstift; 1891-92; breitgelagerter zweigeschossiger Gelbsteinbau mit seitlichen Kopfbauten, Satteldächer, Mittelgaube, farbige Backsteingliederung; hölzernes, weitgehend verglastes Gartenhaus - Begründung: geschichtlich, künstlerisch, städtebaulich - Schutzumfang: Selckstift, Gartenhaus - Denkmaltyp: Bauliche Anlage | BW                               |
| 1860           | Stadtpark (54° 47′ 18″ N, 9° 25′ 38″ O)                 | Bronzestatue General Carl von Wrangel                        | Alteintragung (Aktualisierung vorgesehen) - Begründung: geschichtlich, künstlerisch, städtebaulich - Schutzumfang: Alteintragung (Aktualisierung vorgesehen) - Denkmaltyp: Bauliche Anlage | weitere Fotos \| Fotos hochladen |
| 20103 Wikidata | Stadtpark (54° 47′ 19″ N, 9° 25′ 36″ O)                 | Stadtpark                                                    | Alteintragung (Aktualisierung vorgesehen) - Begründung: geschichtlich, künstlerisch, städtebaulich - Schutzumfang: gesamtes Objekt - Denkmaltyp: Gründenkmal | weitere Fotos \| Fotos hochladen |
| 27792          | Stadtpark (54° 47′ 21″ N, 9° 25′ 37″ O)                 | Doppeleiche mit Gedenkstein (1920)                           | Alteintragung (Aktualisierung vorgesehen) - Begründung: geschichtlich, Kulturlandschaft prägend - Schutzumfang: gesamtes Objekt - Denkmaltyp: Gründenkmal | BW                               |
| 9058           | Strucksdamm 6 (54° 47′ 8″ N, 9° 24′ 32″ O)              | Wohnhaus                                                     | Wohnhaus; 1924-25, Friedrich und August Tietje; zweigeschossiger Backsteinbau auf etwa quadratischem Grundriss mit Walmdach, rustizierte Kanten, gruppierte Fenster, eingeschossiger Standerker in Ecklage, reiche bauzeitliche Innenausstattung, Einfriedung - Begründung: geschichtlich, künstlerisch, städtebaulich - Schutzumfang: Wohnhaus, Einfriedung - Denkmaltyp: Bauliche Anlage, Sachgesamtheit: Tietjekolonie | BW                               |
| 20138 Wikidata | Waldstraße 44 (54° 47′ 39″ N, 9° 25′ 1″ O)              | Waldschule mit Turnhalle                                     | Alteintragung (Aktualisierung vorgesehen) - Begründung: geschichtlich, künstlerisch, städtebaulich - Schutzumfang: gesamtes Objekt - Denkmaltyp: Bauliche Anlage | weitere Fotos \| Fotos hochladen |
| 9464           | Westerallee 6 (54° 47′ 9″ N, 9° 25′ 0″ O)               | Villa                                                        | Alteintragung (Aktualisierung vorgesehen) - Begründung: geschichtlich, künstlerisch, städtebaulich - Schutzumfang: gesamtes Objekt - Denkmaltyp: Bauliche Anlage | Fotos hochladen                  |
| 9463           | Westerallee 8 (54° 47′ 9″ N, 9° 24′ 58″ O)              | Villa                                                        | Alteintragung (Aktualisierung vorgesehen) - Begründung: geschichtlich, künstlerisch, städtebaulich - Schutzumfang: Alteintragung (Aktualisierung vorgesehen) - Denkmaltyp: Bauliche Anlage | Fotos hochladen                  |
| 27982          | Westerallee 8 (54° 47′ 10″ N, 9° 24′ 59″ O)             | Garagengebäude                                               | Alteintragung (Aktualisierung vorgesehen) - Begründung: geschichtlich, künstlerisch, städtebaulich - Schutzumfang: Alteintragung (Aktualisierung vorgesehen) - Denkmaltyp: Bauliche Anlage | BW                               |
| 9441           | Westerallee 10 (54° 47′ 9″ N, 9° 24′ 58″ O)             | Villa                                                        | Alteintragung (Aktualisierung vorgesehen) - Begründung: geschichtlich, künstlerisch - Schutzumfang: Alteintragung (Aktualisierung vorgesehen) - Denkmaltyp: Bauliche Anlage | Fotos hochladen                  |
| 10685          | Westerallee 10 (54° 47′ 8″ N, 9° 24′ 57″ O)             | Garage                                                       | Alteintragung (Aktualisierung vorgesehen) - Begründung: geschichtlich, künstlerisch, städtebaulich - Schutzumfang: Alteintragung (Aktualisierung vorgesehen) - Denkmaltyp: Bauliche Anlage | Fotos hochladen                  |
| 10686          | Westerallee 10 (54° 47′ 9″ N, 9° 24′ 58″ O)             | Gartenpavillon                                               | Alteintragung (Aktualisierung vorgesehen) - Begründung: geschichtlich, künstlerisch - Schutzumfang: Alteintragung (Aktualisierung vorgesehen) - Denkmaltyp: Bauliche Anlage | BW                               |
| 20140          | Westerallee 11 (54° 47′ 5″ N, 9° 24′ 48″ O)             | Wohnhaus Graef                                               | Wohnhaus Graef; 1913, Architekt Anton Huber; zweigeschossiger Putzbau mit geschweiftem Walmdach, Biberschwanzdeckung, kurzer straßenseitiger Flügel, eingeschossiger gerundeter Eingangsvorbau - Begründung: geschichtlich, künstlerisch, städtebaulich - Schutzumfang: gesamtes Objekt - Denkmaltyp: Bauliche Anlage | BW                               |
| 20144          | Wrangelstraße 2 (54° 47′ 21″ N, 9° 25′ 23″ O)           | Wohnhaus                                                     | Wohnhaus; um 1912; zweigeschossiger Putzbau mit Anbauten, kreuzförmig durchdrungenes Walmdach, an Nordostseite Standerker mit Altan, südseitig Eingangsvorbau; im Innern bauzeitliche Ausstattung - Begründung: geschichtlich, künstlerisch, städtebaulich - Schutzumfang: Wohnhaus, - Denkmaltyp: Bauliche Anlage, Mehrheit von baulichen Anlagen: Wohnhäuser und Villen Wrangelstraße | BW                               |
| 20145          | Wrangelstraße 3 (54° 47′ 21″ N, 9° 25′ 26″ O)           | Wohnhaus                                                     | Wohnhaus; 1902, Architekt Gustav Willrath; zweigeschossiges Mehrfamilienhaus im Landhausstil, Pfannendach mit Schweifhelm, untere Gebäudehälfte in Backstein, sonst verputzt, Drempelzone mit Zierfachwerk, Straßenfront gegliedert durch Vorbau, übergiebelten Seitenrisalit, Polygonalerker und FachwerkDoppelgiebel - Begründung: geschichtlich, künstlerisch, städtebaulich - Schutzumfang: Wohnhaus, - Denkmaltyp: Bauliche Anlage, Mehrheit von baulichen Anlagen: Wohnhäuser und Villen Wrangelstraße | BW                               |
| 20146          | Wrangelstraße 4 (54° 47′ 20″ N, 9° 25′ 24″ O)           | Wohnhaus                                                     | Wohnhaus; 1885, Arch. Alexander Wilhelm Prale; dreigeschossiger Putzbau, Straßenfront mit aufgesetztem Mezzanin und aufwendig in gelbem Backstein angelegter, gotisierender Straßenfassade mit Rotsteingliederung, schmaler Mittelrisalit, Putzfelder mit vegetabiler Sgraffitomalerei - Begründung: geschichtlich, künstlerisch, städtebaulich - Schutzumfang: Wohnhaus, - Denkmaltyp: Bauliche Anlage, Mehrheit von baulichen Anlagen: Wohnhäuser und Villen Wrangelstraße | BW                               |
| 4132           | Wrangelstraße 5 (54° 47′ 21″ N, 9° 25′ 27″ O)           | Villa                                                        | Villa; 1900, Maurermeister Martin Jensen; zweigeschossiger Backsteinbau auf hohem Sockel mit schiefergedecktem Walmdach, reich gegliederte Fassade in späthistoristischen Formen mit übergiebeltem Risalit, Säulenloggien und kastenförmigem Erkerturm mit Pyramidendach - Begründung: geschichtlich, künstlerisch, städtebaulich - Schutzumfang: Villa, - Denkmaltyp: Bauliche Anlage, Mehrheit von baulichen Anlagen: Wohnhäuser und Villen Wrangelstraße | Fotos hochladen                  |
| 7572           | Wrangelstraße 7 (54° 47′ 20″ N, 9° 25′ 27″ O)           | ehem. Reedervilla                                            | ehem. Reedervilla; 1902, Architekt Gustav Willrath; zweigeschossiger Putzbau mit teils halbgewalmten Dach, flachrunder Standerker, Altan und Schweifgiebel in Formen der Neurenaissance, dekoratives Fachwerk in den oberen Geschossen, Eingang als kleiner Säulenportikus, im Inneren historische Ausstattung; Vorgarten-Einfriedung - Begründung: geschichtlich, künstlerisch, städtebaulich - Denkmaltyp: Bauliche Anlage, Mehrheit von baulichen Anlagen: Wohnhäuser und Villen Wrangelstraße | Fotos hochladen                  |
| 20147          | Wrangelstraße 8 (54° 47′ 19″ N, 9° 25′ 26″ O)           | Wohnhaus                                                     | Wohnhaus; 1901-02, Maurermeister Christian Hummel; zweigeschossiger Backsteinbau über spitzwinkeligem Grundriss mit Schieferdach und reicher späthistoristischer Putzgliederung, vor der stumpfen Ecke gerundeter Loggienvorbau mit Altan, geschweiftem Zwerchhaus und Dachkuppel - Begründung: geschichtlich, künstlerisch, städtebaulich - Schutzumfang: Wohnhaus, - Denkmaltyp: Bauliche Anlage, Mehrheit von baulichen Anlagen: Wohnhäuser und Villen Wrangelstraße | Fotos hochladen                  |
| 20148          | Wrangelstraße 9 (54° 47′ 19″ N, 9° 25′ 28″ O)           | Villa                                                        | Villa; 1902, Architekt Heinrich Petersen; zweigeschossiger historistischer Putzbau mit Schieferdach und turmartiger von Zeltdach bekrönter Ecke, dreigeschossige Giebelfront mit seitlich gerundetem Standerker, seitlich polygonaler Standerker, Gartenseite mit Säulenloggia; Einfriedung schmiedeeisernes Ziergitter - Begründung: geschichtlich, künstlerisch, städtebaulich - Schutzumfang: Villa, Einfriedung - Denkmaltyp: Bauliche Anlage, Mehrheit von baulichen Anlagen: Wohnhäuser und Villen Wrangelstraße | BW                               |
| 20149          | Wrangelstraße 11 (54° 47′ 19″ N, 9° 25′ 30″ O)          | Villa                                                        | Villa; 1902, Gustav Willrath; zweigeschossiger Putzbau mit Schieferdach über unregelmäßigem Grundriss, Eckrustizierung durch kräftige Buckelquader, Hauptfront mit Schweifgiebel und Standerker mit Altan, an der Ecke zur Roonstraße eingeschossiger polygonaler Standerker; Einfriedung schmiedeeisernes Ziergitter - Begründung: geschichtlich, künstlerisch, städtebaulich - Schutzumfang: Villa, Gartenzaun - Denkmaltyp: Bauliche Anlage, Mehrheit von baulichen Anlagen: Wohnhäuser und Villen Wrangelstraße | Fotos hochladen                  |
| 20150          | Wrangelstraße 13 (54° 47′ 18″ N, 9° 25′ 30″ O)          | Villa                                                        | Villa; 1900, Maurermeister Chr. Fürstenberg; zweigeschossiger traufständiger Putzbau im Landhausstil mit Halbwalmdach, an Südseite Giebeltrakt mit polygonalem Standerker und Altan, gelber Backsteindekor, Fassaden im Wechsel mit Rotstein gegliedert, Giebel in Fachwerk. Straßenseitig schmiedeeiserne Einfriedung - Begründung: geschichtlich, künstlerisch, städtebaulich - Schutzumfang: Villa, Einfriedung - Denkmaltyp: Bauliche Anlage, Mehrheit von baulichen Anlagen: Wohnhäuser und Villen Wrangelstraße | Fotos hochladen                  |
| 20151          | Wrangelstraße 14 (54° 47′ 16″ N, 9° 25′ 31″ O)          | Wohnhaus                                                     | Wohnhaus; 1. Hälfte 19. Jh.; ehem. Müllerhaus der um 1880 abgebrochenen Ölwindmühle Sempkruk, eingeschossiger, traufständiger, Backsteinbau mit geschlämmten Außenwänden und Halbwalmdach, schlichte neunachsige Front mit Mitteleingang - Begründung: geschichtlich, städtebaulich - Schutzumfang: Wohnhaus, - Denkmaltyp: Bauliche Anlage, Mehrheit von baulichen Anlagen: Wohnhäuser und Villen Wrangelstraße | BW                               |
| 20153          | Wrangelstraße 15 (54° 47′ 17″ N, 9° 25′ 31″ O)          | Villa                                                        | Villa; 1900, Architekt Alexander Wilhelm Prale; eingeschossiger traufständiger Putzbau auf hohem Backsteinsockel mit roter Backsteingliederung, seitlich eingestellter Giebeltrakt, Schopfwalmdächer mit Zierdeckung, straßenseitig Loggia mit Backsteinpfeilern unter flachem Satteldach - Begründung: geschichtlich, künstlerisch, städtebaulich - Schutzumfang: Villa, - Denkmaltyp: Bauliche Anlage, Mehrheit von baulichen Anlagen: Wohnhäuser und Villen Wrangelstraße | BW                               |
| 9412           | Wrangelstraße 19 (54° 47′ 18″ N, 9° 25′ 27″ O)          | ehem. Reedervilla                                            | ehem. Reedervilla; 1912, Architekten Ehrhardt und Carstens; zweigeschossiger Putzbau im Reformstil mit Walmdach und übergiebeltem Seitenrisalit, Fronten zurückhaltend gegliedert, gartenseitig polygonaler Seitenrisalit mit halbrundem Standerker und Altan; reiche historische Innenausstattung - Begründung: geschichtlich, künstlerisch, städtebaulich - Schutzumfang: ehem. Reedervilla, - Denkmaltyp: Bauliche Anlage, Mehrheit von baulichen Anlagen: Wohnhäuser und Villen Wrangelstraße | Fotos hochladen                  |
| 13669          | Wrangelstraße 21 a (54° 47′ 16″ N, 9° 25′ 34″ O)        | Villa                                                        | Villa; 1891, Gebr. Hummel; zweigeschossiger Putzbau in neuklassizistischen Formen, mit Seitenrisaliten, vorgelagerten Loggien und Veranda, Eingang mit Säulenportikus, Satteldächer mit Schieferdeckung; Einfriedung mit Pforte und Einfahrtstor - Begründung: geschichtlich, künstlerisch, städtebaulich - Schutzumfang: Villa, Eisenzaun mit Pforte - Denkmaltyp: Bauliche Anlage, Mehrheit von baulichen Anlagen: Wohnhäuser und Villen Wrangelstraße | Fotos hochladen                  |
| 20156          | Wrangelstraße 25 (54° 47′ 14″ N, 9° 25′ 36″ O)          | Villa                                                        | Wohnhaus; 1896, Maurermeister Carl Schulz; zweigeschossiger Putzbau in historisierenden Formen mit schiefergedecktem Mansarddach, dreigeschossiger giebelständiger Quertrakt mit turmartiger Eckbetonung, vorgelagert zweigeschossiger Standerker, Säulenloggia und Altane - Begründung: geschichtlich, künstlerisch, städtebaulich - Schutzumfang: Wohnhaus, - Denkmaltyp: Bauliche Anlage, Mehrheit von baulichen Anlagen: Wohnhäuser und Villen Wrangelstraße | BW                               |
| 20158          | Wrangelstraße 27 (54° 47′ 14″ N, 9° 25′ 37″ O)          | Mehrfamilienhaus                                             | Mehrfamilienhaus; 1904, Maurermeister Martin Jensen; zweigeschossiger Putzbau mit Backsteinziergliederungen, dreigeschossigem giebelständigem Quertrakt und schiefergedecktem Halbwalmdach, vorgelagerter turmartiger polygonaler Standerker in Backstein mit Putzgliederung und Zeltdach - Begründung: geschichtlich, künstlerisch, städtebaulich - Schutzumfang: Mehrfamilienhaus, - Denkmaltyp: Bauliche Anlage, Mehrheit von baulichen Anlagen: Wohnhäuser und Villen Wrangelstraße | BW                               |
| 8673           | Wrangelstraße 31 (54° 47′ 14″ N, 9° 25′ 38″ O)          | Mietwohnungshaus                                             | Wohnhaus; 1902-03, Maurermeister Martin Jensen; Eckgebäude zur Selckstraße, zwei- und dreigeschossiger Putzbau mit Backsteinzierelementen und schiefergedecktem Walmdach, an stumpfer Ecke in Backsteinsichtmauerwerk mit Putz und Zierfachwerk ausgeführter Erkerturm, Seitenrisalit und Loggienvorbau mit Freitreppe - Begründung: geschichtlich, künstlerisch, städtebaulich - Schutzumfang: Wohnhaus, - Denkmaltyp: Bauliche Anlage, Mehrheit von baulichen Anlagen: Wohnhäuser und Villen Wrangelstraße | Fotos hochladen                  |

## Ehemalige Kulturdenkmale
| Objekt-ID | Lage                                                | Offizielle Bezeichnung | Beschreibung | Bild |
| --------- | --------------------------------------------------- | ---------------------- | --- | ---- |
| 24250     | Marienhölzungsweg 85a (54° 47′ 27″ N, 9° 24′ 39″ O) | Bungalow               | Bungalow; 1973-1974, Architekt Karl-Heinz Sönnichsen; eingeschossiger Flachdachbau bestehend aus gerappten Kalksandsteinen und aus strukturierten Betonfertigteilen, Außenwände teilweise verklinkert, kräftiger Traufabschluss aus glatten Betonelementen, gegliederter Grundriss mit Split-Level, Schwimmbad im Untergeschoss - Begründung: geschichtlich, künstlerisch, städtebaulich - Schutzumfang: Bungalow - Denkmaltyp: Bauliche Anlage | BW   |

## Quelle
- Liste der Kulturdenkmale in Schleswig-Holstein – Stadt Flensburg (PDF)